# Luboradz (województwo zachodniopomorskie)
Luboradz – wieś w Polsce położona w województwie zachodniopomorskim, w powiecie łobeskim, w gminie Resko.
Siedzibą sołectwa jest przysiółek Policko.
W latach 1975–1998 miejscowość administracyjnie należała do województwa szczecińskiego.